# Phenacolepas pararabica
Phenacolepas pararabica is een slakkensoort uit de familie van de Phenacolepadidae. De wetenschappelijke naam van de soort is voor het eerst geldig gepubliceerd in 1988 door Christiaens.